# Antonio Luigi Del Buttero
Antonio Luigi Del Buttero (San Secondo Parmense, 19 gennaio 1765 – Reggio Emilia, 8 ottobre 1853) è stato un intagliatore e pittore italiano.

## Biografia
Figlio di Simone, un intagliatore di origini fiorentine che si stabilì a San Secondo Parmense nella metà del XVIII secolo e di Eufrasia Seletti, morta prematuramente nel 1769, sin da giovane Del Buttero imparò dal padre l'arte dell'intaglio e della decorazione del legno.
Esercitò l'attività di intagliatore, doratore e pittore di materiali lignei in Emilia, prevalentemente nel reggiano, modenese e bolognese, come si evince dall'epistolario (1800-1826) intrattenuto con la moglie, la reggiana Teresa Vasti. Lavorò per la corte Estense, grazie all'interessamento del marchese Giuseppe Campori, e per nobili casate: in particolare, Del Buttero realizzò numerosi mobili intagliati per i marchesi Carandini di Modena, oltre a ornamenti e decorazioni per la loro residenza signorile, su disegno dell'architetto Gusmano Soli.
Del Buttero rimase attivo nella sua opera di intagliatore sino a tarda età partecipando all'Esposizione Triennale del 1844, allestita presso l'Accademia Atestina di belle arti di Modena.
Morì a Reggio Emilia presso un ospizio per poveri nel 1853.
A Del Buttero è intitolata una via nel suo paese natale, San Secondo Parmense.

## Stile e opere

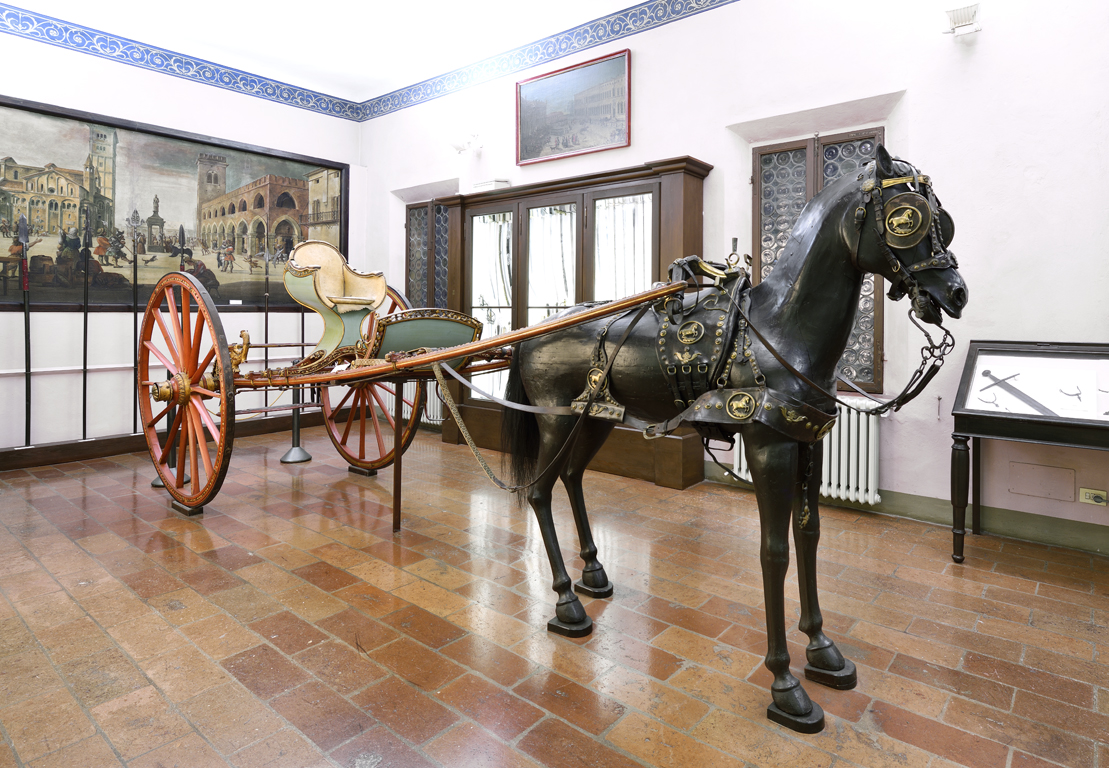
Antonio Luigi del Buttero, Sediolo o calessino a posto unico, Museo Civico di Modena

Nel repertorio artistico di Del Buttero lo stile neoclassico si unisce ad influenze barocche, che emergono negli intagli dorati e nei variegati motivi a foglie e rosette.
Tra le opere prodotte nel lungo periodo della sua attività artistica si ricorda un sediolo o calessino a posto unico per passeggiate, oggi conservato presso il Museo civico di Modena, molto elegante e datato alla fine del XVIII secolo.
Per la Confraternita di S. Pietro in Vignola realizzò alcune opere lignee: la velatura della mensa dell'altare maggiore, vari interventi di restauro su arredi tra cui il gonfalone, la realizzazione di una croce intagliata, l'argentatura di un paliotto ligneo e la verniciatura di candelieri.